# غوس تسيغلر
غوس تسيغلر (بالإنجليزية: Gus Ziegler)‏ هو لاعب كرة قدم أمريكية أمريكي، ولد في 24 أكتوبر 1875 في رويرسفورد في الولايات المتحدة، وتوفي في 14 أبريل 1960 في مقاطعة ديلاوير في الولايات المتحدة.